# أليصابت ناغي
أليصابت ناغي (بالمجرية: Nagy Erzsébet)‏ هي صحفية ومترجمة مجرية، ولدت في 13 أبريل 1927 في كابوشفار في المجر، وتوفيت في 29 يناير 2008 في بودابست في المجر.